# Compressorhead
A Compressorhead egy német rock/metal együttes, amely 2013-ban alakult Berlinben. A zenekar különlegesnek számít a műfajban, ugyanis robotok alkotják, és jól ismert rock/metal együttesek dalait dolgozzák fel.

## Története
A projekt 2013-ban indult, a robotok először Ausztráliában léptek fel, ahol olyan együttesek dalait játszották, mint a Pantera, a Ramones, a Motörhead és az AC/DC. A robotok fellépésének videói felkerültek a YouTube-ra is, ahol népszerűek lettek.
Az "együttest" Frank Barnes művész, illetve Markus Kolb és Stock Plum alapították. 2013-ban Barnes felfogadta a Nomeansno zenekar tagját, John Wright-ot, hogy csatlakozzon a "zenekarhoz". Az együttes sokáig instrumentális zenét játszott, de 2017-ben kibővült a Mega-Wattson nevű "énekessel", akinek a hangját John Wright szólaltatja meg. A Compressorhead eddig egy nagylemezt adott ki.

## Tagok
- Mega-Wattson - ének
- Fingers - gitár
- Hellgå Torr - gitár
- Bones - basszusgitár
- Stickboy - dob
- Junior - cimbalom

## Diszkográfia
- Party Machine (2017)